# Barbera
Barbera é uma casta de uva da família da Vitis vinifera, a partir da qual são fabricados os vinhos Barbera d'Alba e Barbera d'Asti. É originária da região do Piemonte (noroeste da Itália) e é a mais popular da região.
É uma das uvas mais cultivadas na Itália, bem como a Sangiovese. Produz seja vinhos leves do dia-a-dia seja vinhos escuros e frutados, com alta acidez e concentração e boa capacidade de envelhecimento.